# 1998-as Formula–1 német nagydíj
A német nagydíj volt az 1998-as Formula–1 világbajnokság tizenegyedik futama.

## Futam
| Helyezés | #  | Versenyző             | Csapat/Motor        | Futott körök | Idő/Kiesés oka | Rajthely | Pontszám |
| -------- | -- | --------------------- | ------------------- | ------------ | -------------- | -------- | -------- |
| 1        | 8  | Mika Häkkinen         | McLaren-Mercedes    | 45           | 1'20:48,0      | 1        | 10       |
| 2        | 7  | David Coulthard       | McLaren-Mercedes    | 45           | +0,426         | 2        | 6        |
| 3        | 1  | Jacques Villeneuve    | Williams-Mecachrome | 45           | +2,577         | 3        | 4        |
| 4        | 9  | Damon Hill            | Jordan-Mugen-Honda  | 45           | +7,185         | 5        | 3        |
| 5        | 3  | Michael Schumacher    | Ferrari             | 45           | +12,613        | 9        | 2        |
| 6        | 10 | Ralf Schumacher       | Jordan-Mugen-Honda  | 45           | +29,738        | 4        | 1        |
| 7        | 5  | Giancarlo Fisichella  | Benetton-Playlife   | 45           | +31,026        | 8        |          |
| 8        | 4  | Eddie Irvine          | Ferrari             | 45           | +31,649        | 6        |          |
| 9        | 2  | Heinz-Harald Frentzen | Williams-Mecachrome | 45           | +32,784        | 10       |          |
| 10       | 14 | Jean Alesi            | Sauber-Petronas     | 45           | +48,371        | 11       |          |
| 11       | 6  | Alexander Wurz        | Benetton-Playlife   | 45           | +57,994        | 7        |          |
| 12       | 12 | Jarno Trulli          | Prost-Peugeot       | 44           | +1 kör         | 14       |          |
| 13       | 21 | Takagi Toranoszuke    | Tyrrell-Ford        | 44           | +1 kör         | 15       |          |
| 14       | 17 | Mika Salo             | Arrows              | 44           | +1 kör         | 17       |          |
| 15       | 11 | Olivier Panis         | Prost-Peugeot       | 44           | +1 kör         | 16       |          |
| 16       | 23 | Esteban Tuero         | Minardi-Ford        | 43           | +2 kör         | 21       |          |
| Kiesett  | 15 | Johnny Herbert        | Sauber-Petronas     | 37           | Váltó          | 12       |          |
| Kiesett  | 22 | Nakano Sindzsi        | Minardi-Ford        | 36           | Váltó          | 20       |          |
| Kiesett  | 18 | Rubens Barrichello    | Stewart-Ford        | 27           | Váltó          | 13       |          |
| Kiesett  | 19 | Jos Verstappen        | Stewart-Ford        | 24           | Váltó          | 19       |          |
| Kiesett  | 16 | Pedro Diniz           | Arrows              | 2            | Gázadagoló     | 18       |          |

## A világbajnokság élmezőnyének állása a verseny után
| H  | Versenyzők         | Pont | H  | Konstruktőrök       | Pont |
| -- | ------------------ | ---- | -- | ------------------- | ---- |
| 1. | Mika Häkkinen      | 76   | 1. | McLaren-Mercedes    | 118  |
| 2. | Michael Schumacher | 60   | 2. | Ferrari             | 92   |
| 3. | David Coulthard    | 42   | 3. | Benetton-Playlife   | 32   |
| 4. | Eddie Irvine       | 32   | 4. | Williams-Mecachrome | 24   |
| 5. | Alexander Wurz     | 17   | 5. | Jordan-Mugen-Honda  | 7    |

## Statisztikák
Vezető helyen:
- Mika Häkkinen: 43 (1-25 / 28-45)
- David Coulthard: 2 (26-27)

Mika Häkkinen 7. győzelme, 8. pole-pozíciója, David Coulthard 8. leggyorsabb köre.
- McLaren 114. győzelme.

Damon Hill 100. versenye.